# کامرون (نیویورک)
کامرون (به انگلیسی: Cameron) یک منطقهٔ مسکونی در ایالات متحده آمریکا است که در شهرستان استوبین، نیویورک واقع شده‌است. کامرون ۱۲۱٫۱۱ کیلومتر مربع مساحت دارد ۴۹۴ متر بالاتر از سطح دریا واقع شده‌است.